# Ben Quintelier
Ben Quintelier (22 januari 1978) is een Belgische voormalige atleet, die gespecialiseerd was in de middellange afstand. Hij werd eenmaal Belgisch kampioen.

## Loopbaan
Quintelier behaalde diverse Belgische jeugdtitels in het veldlopen en de middellange afstand. In 1997 nam hij op de 800 m deel de Europese kampioenschappen voor junioren. Hij werd zesde in de finale. Hij behaalde in dat jaar ook de Belgische titel alle categorieën op die afstand. Na een lange onderbreking hervatte hij in 2012 bij de masters en werd ook in die categorie Belgisch kampioen.
Quintelier was aangesloten bij AC Hamme, AC Zele, Vilvoorde AC en AC Lebbeke.

## Belgische kampioenschappen
Outdoor
| Onderdeel | Jaar |
| --------- | ---- |
| 800 m     | 1997 |

## Persoonlijke records
Outdoor
| Onderdeel | Prestatie | Datum            | Plaats   |
| --------- | --------- | ---------------- | -------- |
| 800 m     | 1.47,97   | 29 juni 1997     | Oordegem |
| 1000 m    | 2.22,84   | 29 augustus 1997 | Brussel  |
| 1500 m    | 3.45,67   | 7 augustus 1999  | Hechtel  |

Indoor
| Onderdeel | Prestatie | Datum            | Plaats |
| --------- | --------- | ---------------- | ------ |
| 800 m     | 1.50,76   | 25 februari 2000 | Gent   |

## Palmares
800 m
- 1997: 6e EK U20 te Ljubljana - 1.52,31
- 1997:  BK AC - 1.50,26
- 1998:  BK AC - 1.48,31
- 2000: 5e in ½ fin. EK indoor - 1.55,76

## Onderscheidingen
- 1997: Gouden Spike voor beste belofte